# Libnotes subfamiliaris
Libnotes subfamiliaris är en tvåvingeart som först beskrevs av Alexander 1931.  Libnotes subfamiliaris ingår i släktet Libnotes och familjen småharkrankar. Inga underarter finns listade i Catalogue of Life.